# 篠原宏
篠原 宏（しのはら ひろし、1926年（大正15年） - ）は、日本の歴史学者。専門は、日本海軍史、郵便史。海軍歴史保存会常任理事、銀座文化史学会理事長、日本郵便史学会理事長、郵便史コレクション学会理事長を務め郵便史および明治文化史を研究。

## 略歴
1926年 東京にて出生。1945年 海軍兵学校卒業（75期）。1950年 慶應義塾大学法学部政治学科卒業。朝日新聞政治部記者、編集委員、論説委員（軍事・安全保障担当）を経て、三菱総合研究所専門調査員。東京国際大学講師。

## 著書

### 単著
- 『駅馬車時代』朝日ソノラマ、1975年。
- 『ソ連太平洋艦隊』サンケイ出版、1979年。
- 『大日本帝国郵便始末』郵趣サービス社、1980年3月。
- 『ソ連太平洋艦隊 : 緊迫する極東情勢』教育社〈入門新書. 時事問題解説 NO.325〉、1981年1月。
- 『外国郵便事始め』日本郵趣出版、1982年4月。
- 『楽しい切手コレクション』集英社〈ファンファン文庫〉、1983年7月。
- 『陸軍創設史 : フランス軍事顧問団の影』リブロポート、1983年12月。
- 『海軍創設史 : イギリス軍事顧問団の影』リブロポート、1986年2月。
- 『明治の郵便・鉄道馬車』雄松堂出版〈東西交流叢書 3〉、1987年4月。
- 『日本海軍お雇い外人』中央公論社〈中公新書〉、1988年9月。

### 共著、編さん、共編
- 『サザランド会社切手の研究 : 幕末・維新時、横浜を中心として外人の経営にかかる馬車・船舶による信書の逓送について』（篠原宏、吉田景保 共著）日本郵便史学会、1962年4月。
- 『世界の切手』（前田晃、篠原宏 編）集英社〈カラーコンパクト1011〉、1966年。
- 『軍事衛星大作戦 : 宇宙戦争は間近に迫っている!』（江村儀郎、篠原宏 著）朝日ソノラマ、1980年6月。